# Àlcim de Sicília
Àlcim (grec antic: Ἄλκιμος, llatí: Alcimus) fou un historiador de l'antiga Grècia natural de Sicília. Es fa difícil dir l'època en què va viure, però sembla que cal situar-lo al segle iv aC.
És conegut principalment per les referències que en fa Ateneu de Nàucratis, que esmenta dues obres seves, intiulades Itàliques (Ἰταλική) i Sicíliques (Σικελικά), que, en realitat, probablement feien part d'una mateixa obra. També l'esmenta el gramàtic Pompeu Fest, a propòsit d'una versió alternativa de la fundació de Roma (que és una de les versions més antigues que es coneixen) per la qual Ròmul fou un fill d'Enees i Tirrènia, i que va ser el seu net, de nom Rodi, que va fundar Roma.
Generalment, hom considera que Àlcim és el mateix personatge que esmenta Diògenes Laerci com a alumne de Plató i autor d'una obra en quatre llibres, intitulada A Amintes (Πρὸς Ἀμύνταν), en la qual demostrava que Epicarm havia estat una gran influència per Plató. Jacoby connecta una referència i l'altra per concloure que Àlcim va ser un representant del moviment cultural que pretenia acostar la cultura grega occidental (Sicília i la Magna Grècia) a la mare terra, a banda i banda de l'Egeu, com ho serien més tard Licos de Règion i Timeu. En aquesta direcció caldria interpretar la seva voluntat d'exalçar la figura d'Epicarm, siracusà, i el fet que tots els fragments de la seva obra històrica són referits a personatges, pobles o mites de la Mediterrània Occidental.